# Arnaldo Taurisano
Arnaldo Taurisano (Milano, 18 novembre 1933 – Brescia, 7 maggio 2019) è stato un allenatore di pallacanestro italiano.

## Carriera
Dopo aver allenato la Pavoniana Milano e l'Ursusgomma Vigevano, approda alla Pallacanestro Cantù nel 1963 in qualità di assistente e responsabile del settore giovanile. Dal 1969 siede stabilmente sulla panchina canturina, lasciandola solamente dieci anni più tardi; durante questo periodo vince uno scudetto e ben sette coppe internazionali: tre coppe Korać, una coppa Intercontinentale e per tre volte la Coppa delle Coppe.
La sua carriera da head coach prosegue tra prima e seconda serie dove allena rispettivamente Rimini, Lazio, Napoli per due volte, Brescia, Pavia. Con la formazione partenopea ha conquistato due promozioni in A1, risultato raggiunto anche quando era alla guida della compagine bresciana.
È inoltre autore di numerosi libri sulla pallacanestro.

## Palmarès
- Coppa Intercontinentale: 1

Pall. Cantù: 1975
- Coppa Korać: 3

Pall. Cantù: 1973, 1973-74, 1974-75
- Coppa delle Coppe: 3

Pall. Cantù: 1976-77, 1977-78, 1978-79
- Campionato italiano: 1

Pall. Cantù: 1974-75
- Promozione in Serie A1: 3

Basket Napoli: 1982-83, 1986-87
Basket Brescia: 1984-85

## Hall of Fame
Dal 5 gennaio 2010 è entrato a far parte dell'Italia Basket Hall of Fame.